# یات سیلور کلاود
یات سیلور کلاود (به انگلیسی: Yacht Silver Cloud) یک کشتی است که طول آن ۱۳۴ فوت (۴۱ متر) می‌باشد. این کشتی در سال ۲۰۰۸ ساخته شد.